# Cirse
Cirsium
Pour le groupe de rock alternatif argentin, voir Cirse (groupe).
Genre
Cirsium, le Cirse, est un genre de plantes herbacées, bisannuelles ou vivaces, de la famille des Astéracées (ou Composées). L'appellation « cirse » vient du grec kirsion, nom d'un chardon employé pour lutter contre les varices appelées kirsos.

## Étymologie
Le mot cirsion désignait en latin une sorte de chardon censé lutter contre les varices (grec kirsos = varice).

## Description

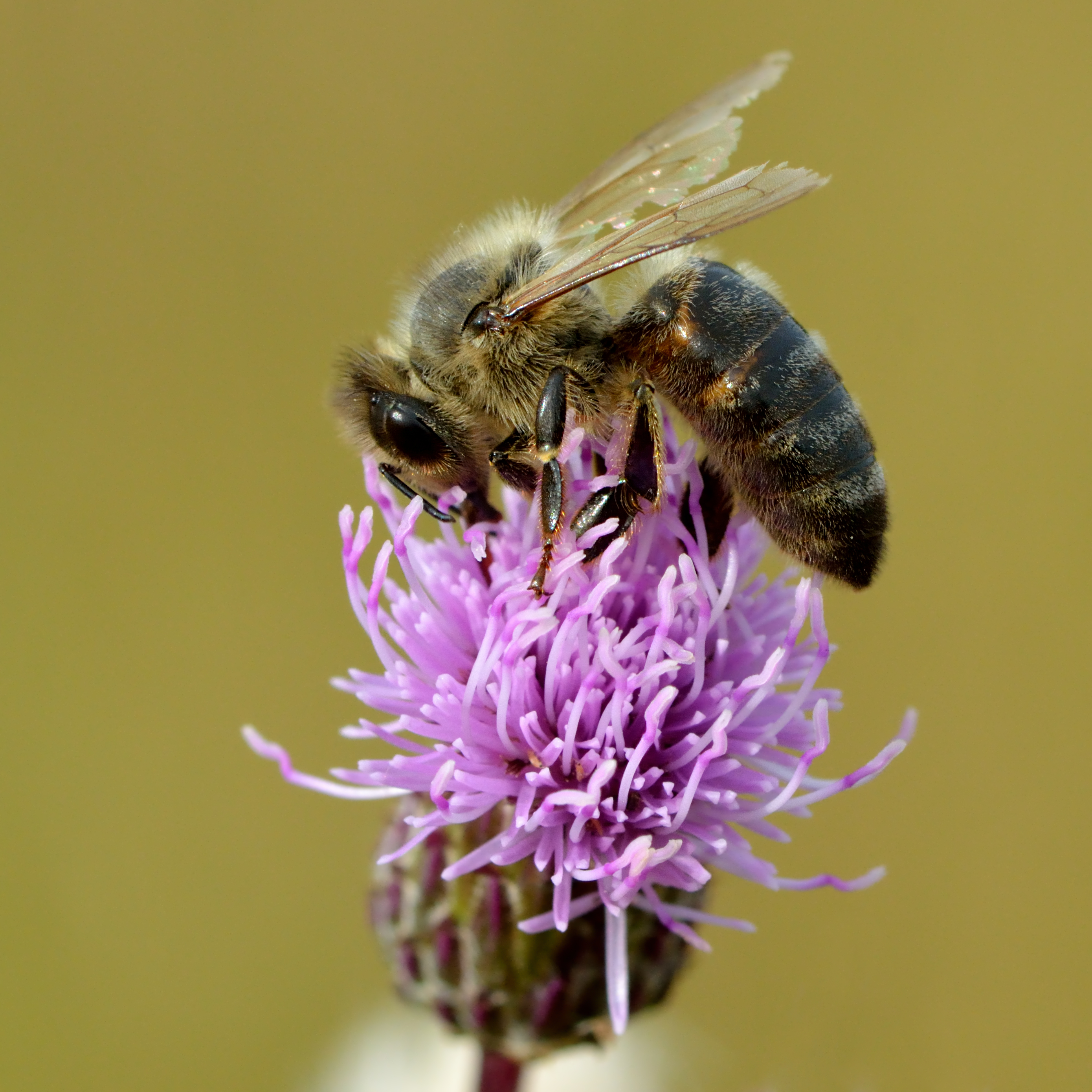
Cirse des champs (Cirsium arvense) butiné par une abeille domestique (Apis mellifera).

Très proches des chardons (genre Carduus), avec lesquels ils sont fréquemment confondus, ils s'en distinguent essentiellement par les aigrettes de leurs fruits, appelées aussi pappus. Les chardons ont un pappus formé de poils simples ou denticulés, tandis que les cirses ont un pappus de poils plumeux. Pour le reste, il y a entre les deux genres beaucoup plus de ressemblances que de différences : tiges souvent ailées, feuilles épineuses, fleurs tubulées (le plus souvent dans les teintes roses) groupées en capitules, présence d'écailles ou de touffes de poils entre les fleurs, bractées épineuses.

## Ravageurs
La chenille d'Aethes cnicana vit sur les cirses.

## Utilisations
Tous les espèces de cirses (59, dont 23 en France, 11 en Suisse et 9 en Belgique, l'espèce la plus commune étant le cirse des champs) sont à priori sans danger et peuvent être consommées crus ou cuites, bien que certaines soient trop amères, trop petites ou trop épineuses.
Dans les îles Canaries, cette fleur est utilisée en remplacement de la présure animale pour la fabrication de certains fromages.

## Liste des espèces
Selon la Global Compositae Database (1er juillet 2024) :
- Cirsium ×ambiguum
- Cirsium ×canalense Petr.
- Cirsium abukumense Kadota
- Cirsium acantholepis (Hemsl.) Petr.
- Cirsium acaule (L.) Scop.
- Cirsium acaulon (L.) Scop.
- Cirsium aciculare Tausch
- Cirsium acrolepis (Petr.) G.B.Ownbey
- Cirsium acutatum
- Cirsium adjaricum Sommier & Levier
- Cirsium aduncum Fisch. & C.A.Mey. ex DC.
- Cirsium affine Tausch
- Cirsium aggregatum Ledeb.
- Cirsium aidzuense Nakai ex Kitam.
- Cirsium aitchisonii Boiss.
- Cirsium alatum (S.G.Gmel.) Bobrov
- Cirsium albertii Regel & Schmalh.
- Cirsium albescens Kitam.
- Cirsium albidum Velen.
- Cirsium albowianum Sommier & Levier
- Cirsium alpicola Nakai
- Cirsium alpis-lunae Brilli-Catt. & Gubellini
- Cirsium alsophilum (Pollini) Soldano
- Cirsium altissimum (L.) Hill
- Cirsium amani Post
- Cirsium amplexifolium (Nakai) Kitam.
- Cirsium anartiolepis Petr.
- Cirsium andersonii (A.Gray) Petr.
- Cirsium andrewsii (A.Gray) Jeps.
- Cirsium aomorense Nakai
- Cirsium apoense Nakai
- Cirsium appendiculatum Griseb.
- Cirsium arachnoideum (M.Bieb.) M.Bieb.
- Cirsium arachnoideum Besser
- Cirsium arenarium
- Cirsium argillosum Petrov ex Kharadze
- Cirsium argyracanthum DC.
- Cirsium aridum Dorn
- Cirsium arisanense Kitam.
- Cirsium aristatum DC.
- Cirsium arizonicum (A.Gray) Petr.
- Cirsium arvense (L.) Scop.
- Cirsium ashiuense
- Cirsium aspinellum Soják
- Cirsium aytachii H.Duman & R.R.Mill
- Cirsium babanum Koidz.
- Cirsium badakhschanicum Kharadze
- Cirsium balkharicum Kharadze
- Cirsium barnebyi S.L.Welsh & Neese
- Cirsium baytopae P.H.Davis & Parris
- Cirsium belingschanicum Petr.
- Cirsium bertolonii Spreng.
- Cirsium bicentenariale Rzed.
- Cirsium bitchuense Nakai
- Cirsium bolocephalum Petr.
- Cirsium boluense P.H.Davis & Parris
- Cirsium boninense Koidz.
- Cirsium borealinipponense Kitam. & Murata ex Kitam.
- Cirsium bornmuelleri Sint. ex Bornm.
- Cirsium botryodes Petr.
- Cirsium boujartii (Piller & Mitterp.) Sch.Bip.
- Cirsium bourgaeanum Willk.
- Cirsium brachycephalum Jur.
- Cirsium bracteiferum C.Shih
- Cirsium bracteosum DC.
- Cirsium braun-blanquetianum Lawalrée
- Cirsium brevicaule A.Gray
- Cirsium brevifolium Nutt.
- Cirsium brevipapposum Czerniak.
- Cirsium brevistylum Cronquist
- Cirsium buchwaldii O.Hoffm.
- Cirsium buergeri Miq.
- Cirsium bulgaricum DC.
- Cirsium buschianum Kharadze
- Cirsium calcareum (M.E.Jones) Wooton & Standl.
- Cirsium callosum
- Cirsium candelabrum Griseb.
- Cirsium canescens Nutt.
- Cirsium caput-medusae Sommier & Levier
- Cirsium carniolicum Scop.
- Cirsium carolinianum (Walter) Fernald & B.G.Schub.
- Cirsium cassium P.H.Davis & Parris
- Cirsium caucasicum Petr.
- Cirsium cephalotes Boiss.
- Cirsium cernuum Lag.
- Cirsium chanroenicum (Nakai) Nakai
- Cirsium charkeviczii Barkalov
- Cirsium chihuahuense G.L.Nesom
- Cirsium chikushiense Koidz.
- Cirsium chium (Jacq.) Boiss.
- Cirsium chlorocomos Sommier & Levier
- Cirsium chlorolepis Petr. ex Hand.-Mazz.
- Cirsium chokaiense Kitam.
- Cirsium chrysacanthum (Ball) Jahand.
- Cirsium chrysolepis C.Shih
- Cirsium ciliatiforme Petr.
- Cirsium ciliatum (Murray) Moench
- Cirsium cilicicum P.H.Davis & Parris
- Cirsium ciliolatum (L.F.Hend.) J.T.Howell
- Cirsium clavatum (M.E.Jones) Petr.
- Cirsium clokeyi S.F.Blake
- Cirsium coahuilense G.B.Ownbey & Pinkava
- Cirsium confertissimum Nakai
- Cirsium congestissimum Kitam.
- Cirsium connexum Kitam.
- Cirsium consociatum S.F.Blake
- Cirsium conspicuum (G.Don) Sch.Bip.
- Cirsium coreanum Nakai
- Cirsium coryletorum Kom.
- Cirsium crassicaule (Greene) Jeps.
- Cirsium creticum (Lam.) d'Urv.
- Cirsium culebraense Ackerf.
- Cirsium czerkessicum Kharadze
- Cirsium daghestanicum Kharadze
- Cirsium darwasicum (C.Winkl.) Iljin
- Cirsium davisianum Kit Tan & Sorger
- Cirsium dealbatum M.Bieb.
- Cirsium decussatum Janka
- Cirsium dender Friis
- Cirsium diacanthum
- Cirsium dipsacolepis (Maxim.) Matsum.
- Cirsium dirmilense R.M.Burton
- Cirsium discolor (Muhl. ex Willd.) Spreng.
- Cirsium dissectum (L.) Hill
- Cirsium douglasii DC.
- Cirsium drummondii Torr. & A.Gray
- Cirsium ducellieri Maire
- Cirsium durangense (Greenm.) G.B.Ownbey
- Cirsium dyris Jahand. & Maire
- Cirsium eatonii (A.Gray) B.L.Rob.
- Cirsium echinatum (Desf.) DC.
- Cirsium echinus (M.Bieb.) Hand.-Mazz.
- Cirsium edule Nutt.
- Cirsium ehrenbergii Sch.Bip.
- Cirsium eliasianum Kit Tan & Sorger
- Cirsium ellenbergii Bornm.
- Cirsium engelmannii Rydb.
- Cirsium englerianum O.Hoffm.
- Cirsium epiroticum Petr.
- Cirsium eriophilus K.Schum.
- Cirsium eriophoroides (Hook.f.) Petr.
- Cirsium eriophoroideum (Hook.f.) H.Lév.
- Cirsium eriophorum (L.) Scop.
- Cirsium erisithales (Jacq.) Scop.
- Cirsium erucagineum DC.
- Cirsium erythrolepis K.Koch
- Cirsium esculentum (Siev.) C.A.Mey.
- Cirsium euxinum Kharadze
- Cirsium excelsius (B.L.Rob.) Petr.
- Cirsium falconeri (Hook.f.) Petr.
- Cirsium fangii Petr.
- Cirsium fanjingshanense C.Shih
- Cirsium fargesii (Franch.) Diels
- Cirsium faucium Petr.
- Cirsium fauriei Nakai
- Cirsium ferox (L.) DC.
- Cirsium ferum Kitam.
- Cirsium filipendulinum
- Cirsium filipendulum Lange
- Cirsium flavispinum Boiss.
- Cirsium flavisquamatum Kitam.
- Cirsium flodmanii (Rydb.) Arthur
- Cirsium foliosum (Hook.) DC.
- Cirsium fominii Petr.
- Cirsium fontinale (Greene) Jeps.
- Cirsium fontqueri Romo
- Cirsium funkiae Ackerf.
- Cirsium furiens Griseb. & Schenk
- Cirsium furusei Kitam.
- Cirsium fuscotrichum Chang
- Cirsium fusenense Nakai
- Cirsium gadukense Petr.
- Cirsium gagnidzei Kharadze
- Cirsium ganjuense Kitam.
- Cirsium glaberrimum (Petr.) Petr.
- Cirsium glabratum Kitam.
- Cirsium glabrifolium (C.Winkl.) O.Fedtsch. & B.Fedtsch.
- Cirsium glabrum DC.
- Cirsium grahamii A.Gray
- Cirsium grandirosuliferum Kadota
- Cirsium gratiosum Kitam.
- Cirsium grayanum (Maxim.) Nakai
- Cirsium grecescui Rouy
- Cirsium greenei Petr.
- Cirsium griffithii Boiss.
- Cirsium griseum H.Lév.
- Cirsium grossheimii Petr.
- Cirsium guatemalense S.F.Blake
- Cirsium gyojanum Kitam.
- Cirsium hachijoense Nakai
- Cirsium hachimantaiense Kadota
- Cirsium hakkaricum P.H.Davis & Parris
- Cirsium handelii Petr. ex Hand.-Mazz.
- Cirsium happoense Kadota
- Cirsium haussknechtii Boiss.
- Cirsium hawaiensis
- Cirsium heiianum Koidz.
- Cirsium heldreichii Halácsy
- Cirsium helenioides (L.) Hill
- Cirsium henryi (Franch.) Diels
- Cirsium heterophyllum (L.) Hill
- Cirsium heterotrichum Pančić
- Cirsium hidakamontanum Kadota
- Cirsium hidalgoense G.L.Nesom
- Cirsium hida-paludosum
- Cirsium homolepis Nakai
- Cirsium hookerianum Nutt.
- Cirsium horridulum Michx.
- Cirsium horridum Formánek
- Cirsium hosokawai Kitam.
- Cirsium hupehense Pamp.
- Cirsium hybridum Koch ex DC.
- Cirsium hydrophilum (Greene) Jeps.
- Cirsium hygrophilum Boiss.
- Cirsium hypoleucum DC.
- Cirsium hypopsilum Boiss. & Heldr.
- Cirsium iburiense Kitam.
- Cirsium imbricatum (B.L.Rob. ex B.L.Rob. & Greenm.) Petr.
- Cirsium imereticum Boiss.
- Cirsium inamoenum (Greene) D.J.Keil
- Cirsium intermedium
- Cirsium interpositum Petr.
- Cirsium inundatum Makino
- Cirsium iranicum Petr.
- Cirsium ishizuchiense (Kitam.) Kadota
- Cirsium isophyllum (Petr.) Grossh.
- Cirsium ispolatovii Iljin ex Tzvelev
- Cirsium italicum (Savi) DC.
- Cirsium jaliscoense G.L.Nesom
- Cirsium japonicum (Thunb.) Fisch. ex DC.
- Cirsium jorullense (Kunth) Spreng.
- Cirsium jucundum (C.Winkl.) Iljin
- Cirsium kagamontanum Nakai
- Cirsium kamtschaticum Ledeb. ex DC.
- Cirsium karduchorum Petr.
- Cirsium kawakamii Hayata
- Cirsium kirbense Pomel
- Cirsium komarovii Schischk.
- Cirsium kosmelii (Adams) Fisch. ex Hohen.
- Cirsium kosnelii
- Cirsium kozlovskyi Petr.
- Cirsium kurzezowianum
- Cirsium lacaitae Petr.
- Cirsium lamyroides Tamamsch.
- Cirsium lanatum (Roxb. ex Willd.) Spreng.
- Cirsium laniflorum (M.Bieb.) Fisch.
- Cirsium lappoides (Less.) Sch.Bip.
- Cirsium latifolium Lowe
- Cirsium laxiflorum
- Cirsium lecontei Torr. & A.Gray
- Cirsium leducei (Franch.) H.Lév.
- Cirsium leo Nakai & Kitag.
- Cirsium leucocephalum (Willd.) Spreng.
- Cirsium leuconeurum Boiss. & Heldr.
- Cirsium leucopsis DC.
- Cirsium libanoticum DC.
- Cirsium lidjiangense Petr. & Hand.-Mazz.
- Cirsium liebmannii Sch.Bip. ex Klatt
- Cirsium ligulare Boiss.
- Cirsium lineare (Thunb.) Sch.Bip.
- Cirsium linearifolium
- Cirsium linkianum M.Loehr
- Cirsium lobelii Ten.
- Cirsium lojkae Somm & Levier
- Cirsium lomatolepis (Hemsl.) Petr.
- Cirsium longepedunculatum Kitam.
- Cirsium longifolium Boiss.
- Cirsium lucens Kitam.
- Cirsium luzoniense Merr.
- Cirsium macrobotrys (K.Koch) Boiss.
- Cirsium macrocephalum C.A.Mey.
- Cirsium magofukui Kitam.
- Cirsium mairei Halácsy
- Cirsium maritimum Makino
- Cirsium maroccanum Petr.
- Cirsium maruyamanum Kitam.
- Cirsium matsumurae Nakai
- Cirsium mcvaughii B.L.Turner
- Cirsium medium All.
- Cirsium mendocinum Petr.
- Cirsium mexicanum DC.
- Cirsium microspicatum Nakai
- Cirsium mirabile Kitam.
- Cirsium misawaense Nakai ex Kitam.
- Cirsium mohavense (Greene) Petr.
- Cirsium mokchangense Nakai
- Cirsium monocephalum (Vaniot) H.Lév.
- Cirsium monspessulanum (L.) Hill
- Cirsium morii Hayata
- Cirsium morinifolium Boiss. & Heldr.
- Cirsium morisianum Rchb.f.
- Cirsium muliense C.Shih
- Cirsium muticum Michx.
- Cirsium naikurense
- Cirsium nambuense Nakai
- Cirsium neomexicanum A.Gray
- Cirsium nigriceps Standl. & Steyerm.
- Cirsium nippoense Kadota
- Cirsium nipponicum (Maxim.) Makino
- Cirsium nishiokae Kitam.
- Cirsium nivale (Kunth) Sch.Bip.
- Cirsium norikurense Nakai
- Cirsium novoleonense G.L.Nesom
- Cirsium numidicum Spreng.
- Cirsium nuttallii DC.
- Cirsium oaxacanum G.L.Nesom
- Cirsium oblongifolium K.Koch
- Cirsium obvallatum (M.Bieb.) Fisch.
- Cirsium obvallatum (M.Bieb.) M.Bieb.
- Cirsium occidentale (Nutt.) Jeps.
- Cirsium occidentalinipponense Kadota
- Cirsium ochrocentrum A.Gray
- Cirsium odontolepis Boiss. ex DC.
- Cirsium okamotoi Kitam.
- Cirsium oleraceum (L.) Scop.
- Cirsium oligophyllum (Franch. & Sav.) Matsum.
- Cirsium oreophilum (Rydb.) K.Schum.
- Cirsium orizabense Sch.Bip. ex Klatt
- Cirsium osseticum (Adams) Petr.
- Cirsium otayae Kitam.
- Cirsium ownbeyi S.L.Welsh
- Cirsium palustre (L.) Coss. ex Scop.
- Cirsium pannonicum (L.f.) Link
- Cirsium parryi (A.Gray) Petr.
- Cirsium pascuarense (Kunth) Spreng.
- Cirsium patens Kitam.
- Cirsium pectinellum A.Gray
- Cirsium pendulum Fisch. ex DC.
- Cirsium periacanthaceum C.Shih
- Cirsium perniveum H.Lindb.
- Cirsium perplexans (Rydb.) Petr.
- Cirsium perplexissimum Kitam.
- Cirsium personatum
- Cirsium phulchokiense Kitam.
- Cirsium phyllocephalum Boiss. & Blanche
- Cirsium pilosum Kitam.
- Cirsium pinetorum Greenm.
- Cirsium pinnatisectum (Klatt) Petr.
- Cirsium pitcheri (Torr. ex Eaton) Torr. & A.Gray
- Cirsium poluninii P.H.Davis & Parris
- Cirsium polyanthemum (L.) Spreng.
- Cirsium polycephalum DC.
- Cirsium portoricense (Kuntze) Petr.
- Cirsium potosinum
- Cirsium praeteriens J.F.Macbr.
- Cirsium pratensis
- Cirsium prativagum Petr.
- Cirsium pringlei (S.Watson) Petr.
- Cirsium provostii Franch.
- Cirsium pseudobracteosum P.H.Davis & Parris
- Cirsium pseudopersonata Boiss. & Balansa ex Boiss.
- Cirsium pubigerum (Desf.) DC.
- Cirsium pugnax Sommier & Levier
- Cirsium pulcherrimum (Rydb.) K.Schum.
- Cirsium pumilum (Nutt.) Spreng.
- Cirsium purpuratum (Maxim.) Matsum.
- Cirsium pyramidale Bornm.
- Cirsium pyrenaicum (Jacq.) All.
- Cirsium quercetorum (A.Gray) Jeps.
- Cirsium racemiforme Ling & C.Shih
- Cirsium radians Benth.
- Cirsium rassulovae B.A.Scharip.
- Cirsium rassulovii B.A.Sharipova
- Cirsium reglense Sch.Bip. ex Klatt
- Cirsium reichardtii Jurotzka
- Cirsium reichenbachianum M.Loehr
- Cirsium remotifolium (Hook.) DC.
- Cirsium repandum Michx.
- Cirsium rhaphilepis (Hemsl.) Petr.
- Cirsium rhinoceros (H.Lév. & Vaniot) Nakai
- Cirsium rhizocephalum C.A.Mey.
- Cirsium rhothophilum S.F.Blake
- Cirsium rhysocephalum
- Cirsium richterianum Gillot
- Cirsium rigens (Aiton) Wallr.
- Cirsium rigidum DC.
- Cirsium rivulare (Jacq.) All.
- Cirsium roseolum Gorl.
- Cirsium rosulatum Talavera & Valdés
- Cirsium rydbergii Petr.
- Cirsium sairamense (C.Winkl.) O.Fedtsch. & B.Fedtsch.
- Cirsium scabrum (Poir.) Bonnet & Barratte
- Cirsium scariosum (Poir.) Nutt.
- Cirsium schantarense Trautv. & C.A.Mey.
- Cirsium schelkownikowii Petr.
- Cirsium schimperi (Vatke) C.Jeffrey ex Cufod.
- Cirsium semenovii
- Cirsium semipectinatum Spreng.
- Cirsium senjoense Kitam.
- Cirsium serratuloides (L.) Hill
- Cirsium serrulatum (M.Bieb.) Fisch.
- Cirsium setidens (Dunn) Nakai
- Cirsium setschwanicum (Petr.) Petr.
- Cirsium shansiense Petr.
- Cirsium shidokimontanum Kadota
- Cirsium shinanense Shimizu
- Cirsium sieboldii Miq.
- Cirsium sieversii (Fisch. & C.A.Mey.) Petr.
- Cirsium silesiacum Sch.Bip. ex Nyman
- Cirsium simplex C.A.Mey.
- Cirsium simplex Hornem.
- Cirsium sintenisii Freyn
- Cirsium sipyleum O.Schwarz
- Cirsium skutchii S.F.Blake
- Cirsium sommieri Petr.
- Cirsium sorocephalum Fisch. & C.A.Mey.
- Cirsium sosnowskyi Kharadze
- Cirsium souliei (Franch.) Mattf. ex Rehder & Kobuski
- Cirsium spathulatum (Moretti) Gaudin
- Cirsium spectabile DC.
- Cirsium spicatum (Maxim.) Matsum.
- Cirsium spinosissimum (L.) Scop.
- Cirsium spinosum Kitam.
- Cirsium steirolepis Petr.
- Cirsium straminispinum C.Jeffrey ex Cufod.
- Cirsium strigosum (M.Bieb.) Fisch.
- Cirsium subalpinum
- Cirsium subcoriaceum (Less.) Sch.Bip. ex Sch.Bip.
- Cirsium subgriseum Petr.
- Cirsium subuliforme C.Shih
- Cirsium subuliforme G.B.Ownbey
- Cirsium succinctum Ledeb.
- Cirsium suffultum (Maxim.) Matsum.
- Cirsium sugimotoi Kitam.
- Cirsium suzukaense Kitam.
- Cirsium suzukii Kitam.
- Cirsium svaneticum Sommier & Levier
- Cirsium swaticum Petr.
- Cirsium sychnosanthum Petr.
- Cirsium syriacus
- Cirsium tanegashimense Kitam. ex Kadota
- Cirsium taquetii (H.Lév. & Vaniot) Nakai
- Cirsium tashiroi Kitam.
- Cirsium tataricum DC.
- Cirsium tauschii DC.
- Cirsium tenoreanum Petr.
- Cirsium tenue Kitam.
- Cirsium tenuifolium C.Shih
- Cirsium tenuipedunculatum Kadota
- Cirsium tenuisquamatum Kitam.
- Cirsium texanum Buckley
- Cirsium tianmushanicum C.Shih
- Cirsium tibeticum Kitam.
- Cirsium tolucanum (B.L.Rob. & Seaton) Petr.
- Cirsium toraiense Nakai ex Kitam.
- Cirsium toyoshimae Koidz.
- Cirsium trachylepis Boiss.
- Cirsium trachylomum S.F.Blake
- Cirsium tracyi (Rydb.) Petr.
- Cirsium trifurcum Petr.
- Cirsium tuberosum (L.) All.
- Cirsium turkestanicum (Regel) Petr.
- Cirsium turneri Warnock
- Cirsium tymphaeum Hausskn.
- Cirsium uetsuense Kitam.
- Cirsium ugoense Nakai
- Cirsium ukranicum Besser ex DC.
- Cirsium uliginosum (M.Bieb.) Fisch.
- Cirsium umezawanum Kadota
- Cirsium undulatum (Nutt.) Spreng.
- Cirsium uninervium (H.Lév. & Vaniot) Nakai
- Cirsium valentinum Porta
- Cirsium validus Greene
- Cirsium vallis-demonii Lojac.
- Cirsium vancouverense R.J.Moore & Frankton
- Cirsium variegatum Arv.-Touv.
- Cirsium velatum (S.Watson) Petr.
- Cirsium vernonioides C.Shih
- Cirsium verutum (D.Don) Spreng.
- Cirsium vinaceum (Wooton & Standl.) Wooton & Standl.
- Cirsium virginianum (L.) Michx.
- Cirsium viridifolium (Hand.-Mazz.) C.Shih
- Cirsium vlassovianum Fisch. ex DC.
- Cirsium vulgare (Savi) Ten.
- Cirsium wakasugianum Kadota
- Cirsium waldsteinii Rouy
- Cirsium wallichii DC.
- Cirsium wankelii Reichardt
- Cirsium welwitschii Coss.
- Cirsium wheeleri (A.Gray) Petr.
- Cirsium woodwardii H.C.Watson ex Nyman
- Cirsium woronowii Petr.
- Cirsium wrightii A.Gray
- Cirsium xenogena Petr.
- Cirsium yakusimense Masam.
- Cirsium yatsu-alpicola Kadota & Y.Amano
- Cirsium yezoense (Maxim.) Makino
- Cirsium zamoranense Rzed.
- Cirsium zawoense Kadota
- Cirsium zenii Nakai